# John White Howell
John White Howell (New Brunswick, Nova Jérsei, 22 de dezembro de 1857 – 28 de julho de 1937) foi um engenheiro eletricista estadunidense. Passou sua completa carreira profissional (1880 a 1930) trabalhando para Thomas Edison, especializando-se no desenvolvimento e produção de lâmpadas incandescentes.

## Patentes (lista parcial)
- Electrical Indicator, US Pat. 339058 - Filed Dec 24, 1885 - Issued Mar 30, 1886 - THE EDISON LAMP COMPANY
- System of Electrical Distribution, US Pat. 352691 - Filed Apr 15, 1886 - Issued Nov 16, 1886
- Exhausting Lamps, US Pat. 726293 - Filed Nov 9, 1897 - Issued Apr 28, 1903 - THE GENERAL ELECTRIC COMPANY
- Producing High Vacuums, US Pat. 660816 - Filed Aug 31, 1899 - Issued Oct 30, 1900 - THE GENERAL ELECTRIC COMPANY
- Cut-Out, US Pat. 717201 - Filed Feb 2, 1901 - Issued Dec 30, 1902 - GENERAL ELECTRIC COMPANY
- Incandescent Lamp, US Pat. 669306 - Issued Mar 5, 1901 - THE GENERAL ELECTRIC COMPANY
- Device for Cleaning Filaments, US Pat. 744076 - Filed May 19, 1902 - Issued Nov 17, 1903 - GENERAL ELECTRIC COMPANY
- Tube Coating Machine, US Pat. 755777 - Filed Jun 25, 1903 - Issued Mar 29, 1904 - GENERAL ELECTRIC COMPANY
- Machine for Treating Filaments, US Pat. 1010914 - Filed Oct 17, 1903 - Issued Dec 5, 1911 - GENERAL ELECTRIC COMPANY
- Photometric Apparatus, US Pat. 756963 - Filed Oct 17, 1903 - Issued Apr 12, 1904 - GENERAL ELECTRIC COMPANY
- Machine for Making Stems for Incandescent Lamps, US Pat. 860977 - Filed Sep 19, 1903 - Issued Jul 23, 1907 - GENERAL ELECTRIC COMPANY
- Filament Support, US Pat. 1024898 - Filed Dec 17, 1906 - Issued Apr 30, 1912 - GENERAL ELECTRIC COMPANY
- Incandescent Lamp, US Pat. 904482 - Filed Oct 23, 1907 - Issued Nov 17, 1908 - GENERAL ELECTRIC COMPANY
- Forming Machine for Tungsten Filaments, US Pat. 1062281 - Filed May 7, 1908 - Issued May 20, 1913 - GENERAL ELECTRIC COMPANY
- Method of Manufacturing Filaments for Incandescent Lamps, US Pat. 955461 - Filed Aug 18, 1904 - Issued Apr 19, 1910 - GENERAL ELECTRIC COMPANY
- Method of Fusing Lamp Filamants to Leading In Wires, US Pat. 1022553 - Issued Apr 9, 1912